# Liste der Baudenkmäler in Olfen
Die Liste der Baudenkmäler in Olfen enthält die denkmalgeschützten Bauwerke auf dem Gebiet der Gemeinde Olfen im Kreis Coesfeld in Nordrhein-Westfalen (Stand: Februar 2018). Diese Baudenkmäler sind in der Denkmalliste der Gemeinde Olfen eingetragen; Grundlage für die Aufnahme ist das Denkmalschutzgesetz Nordrhein-Westfalen (DSchG NRW).

| Bild                                        | Bezeichnung                                 | Lage                                               | Beschreibung | Bauzeit                  | Eingetragen seit      | Denkmal- nummer |
| ------------------------------------------- | ------------------------------------------- | -------------------------------------------------- | --- | ------------------------ | --------------------- | --------------- |
| weitere Bilder                              | Kath. Kirchengemeinde St. Vitus             | Olfen-Stadt Kirchstraße 19 Karte                   | | um 1880/1890             | 08.07.1986            | 1               |
| Pfarrhaus                                   | Pfarrhaus                                   | Olfen-Stadt Kirchstraße 17                         | | nach 1910                | 08.07.1986            | 2               |
| weitere Bilder                              | Kreuzweg                                    | Olfen-Stadt Kreuzweg                               | Kreuzweg enthält 14 Stationen. | 08.07.1986               | 1940 (Fertigstellung) | 3               |
| Wegekapelle                                 | Wegekapelle                                 | Olfen-Stadt Lüdinghauser Straße (bei Nr. 31) Karte | |                          | 08.07.1986            | 4               |
| Wegekapelle                                 | Wegekapelle                                 | Olfen-Stadt Bilholtstraße (bei Nr. 1) Karte        | | 1896                     | 08.07.1986            | 5               |
| weitere Bilder                              | Haus Sandfort                               | Olfen-Kirchspiel Sandforter Straße                 | | 16. Jahrhundert          | 08.07.1986            | 6               |
| Forsthaus                                   | Forsthaus                                   | Olfen-Kirchspiel Borker Landweg 1                  | | Ende 19. Jahrhundert     | 08.07.1986            | 7               |
| Recheder Mühle                              | Recheder Mühle                              | Olfen-Kirchspiel Recheder Mühlenweg 11             | | 1620                     | 08.07.1986            | 8               |
| Müllerhaus Rechede                          | Müllerhaus Rechede                          | Olfen-Kirchspiel Recheder Mühlenweg 12             | | Ende 18. Jahrhundert     | 08.07.1986            | 9               |
| ehem. Hof Westrup                           | ehem. Hof Westrup                           | Olfen-Stadt Am Westendorp 5                        | | ca. 1860                 | 08.07.1986            | 10              |
| Füchtelner Mühle                            | Füchtelner Mühle                            | Olfen-Stadt Kökelsumer Straße 57 Karte             | | 1665                     | 08.07.1986            | 11              |
| Vikarie                                     | Vikarie                                     | Olfen-Stadt Oststraße 22                           | | 1898                     | 09.10.1986            | 12              |
| Wohnhaus                                    | Wohnhaus                                    | Olfen-Stadt Marktplatz 5 Karte                     | | nach 1857                | 09.10.1986            | 13              |
| Wohnhaus                                    | Wohnhaus                                    | Olfen-Stadt Neustraße 18 Karte                     | | 1895                     | 09.10.1986            | 14              |
| Wohnhaus                                    | Wohnhaus                                    | Olfen-Stadt Oststraße 12 Karte                     | | ca. 1890                 | 09.10.1986            | 15              |
| Wohnhaus                                    | Wohnhaus                                    | Olfen-Stadt Kirchstraße 20 Karte                   | | ca. 1900                 | 09.10.1986            | 16              |
| Wohnhaus                                    | Wohnhaus                                    | Olfen-Stadt Neustraße 17 Karte                     | | zwischen 1875 und 1883   | 09.10.1986            | 17              |
| weitere Bilder                              | Judenfriedhof                               | Olfen-Stadt Am Judenfriedhof Karte                 | | zwischen 1856 und 1919   | 09.10.1986            | 18              |
| Haus Füchteln                               | Haus Füchteln                               | Olfen-Stadt Sternbusch 20-22                       | | etwa 18./19. Jahrhundert | 09.10.1986            | 19              |
| Wegekapelle Lehmhegge                       | Wegekapelle Lehmhegge                       | Olfen-Kirchspiel Dattelner Straße 76 Karte         | | Ende 19. Jahrhundert     | 09.10.1986            | 20              |
| Wegekreuz Vinnumer Landweg                  | Wegekreuz Vinnumer Landweg                  | Olfen-Kirchspiel Vinnumer Landweg 45               | | vor 1963                 | 09.10.1986            | 21              |
| Wegekreuz Rechede                           | Wegekreuz Rechede                           | Olfen-Kirchspiel Rechede 13                        | | ca. 1945                 | 09.10.1986            | 22              |
| Wegekapelle Rechede                         | Wegekapelle Rechede                         | Olfen-Kirchspiel Rechede 10                        | | 1935                     | 09.10.1986            | 23              |
| Wegekreuz Borker Straße                     | Wegekreuz Borker Straße                     | Olfen-Kirchspiel Borker Straße 43                  | | 27.08.1866               | 09.10.1986            | 24              |
| Wohnhaus auf Hofanlage – Vinnum             | Wohnhaus auf Hofanlage – Vinnum             | Olfen-Kirchspiel Borker Straße 62                  | | 1903                     | 09.10.1986            | 25              |
| Kötterhaus – Rechede                        | Kötterhaus – Rechede                        | Olfen-Kirchspiel Birkenallee 61                    | | etwa 19. Jahrhundert     | 09.10.1986            | 26              |
| Speicher in Eversum                         | Speicher in Eversum                         | Olfen-Kirchspiel Eversumer Straße 77               | | etwa 18. Jahrhundert     | 09.10.1986            | 27              |
| Remise                                      | Remise                                      | Olfen-Kirchspiel Sandforter Straße 1               | |                          | 09.10.1986            | 28              |
| ehemaliger Viehstall                        | ehemaliger Viehstall                        | Olfen-Kirchspiel Kastanienweg 1                    | | nach 1830                | 09.10.1986            | 29              |
| Wirtschaftsteil einer Hofanlage – Eversum   | Wirtschaftsteil einer Hofanlage – Eversum   | Olfen-Kirchspiel Eversumer Straße 85               | | Anfang 19. Jahrhundert   | 17.12.1987            | 30              |
| Haus Rauschenburg                           | Haus Rauschenburg                           | Olfen-Kirchspiel Dattelner Straße 84 Karte         | | 14. bis 19. Jahrhundert  | 24.03.1988            | 31              |
| Speicher auf Hofanlage                      | Speicher auf Hofanlage                      | Olfen-Kirchspiel Rechede 2 Karte                   | | 1809                     | 07.06.1988            | 32              |
| Wohn- und Geschäftshaus                     | Wohn- und Geschäftshaus                     | Olfen-Stadt Oststraße 9 Karte                      | | um 1860                  | 03.11.1988            | 33              |
| weitere Bilder                              | Dortmund-Ems-Kanal „Alte Fahrt“             | Datteln-Olfen                                      | Kanaltrasse von km 21,580 (Dattelner Meer) bis km 30,237 Einmündung Dortmund-Ems-Kanals Einzelobjekte in Denkmalliste: Nr. 34.1a, Sicherheitstor am Dattelner Meer Nr. 34.1b, Klauke-Kanalüberführung bei km 22,320 Nr. 34.1c, Lippe-Kanalüberführung bei km 23,380 Nr. 34.1d, ehemalige Schmiede an der Lippe-Kanalüberführung Nr. 34.1e, Kiekebusch-Brücke bei km 24,149 Nr. 34.2a, B 235-Kanalüberführung bei km 26,680 Nr. 34.2b, Stever-Kanalüberführung bei km 27,220 Nr. 34.2c, Sicherheitstor bei Hof Ickrodt | verschiedene             | 15.08.1989            | 34              |
| Kanalbrücke Dortmund-Ems-Kanal (Neue Fahrt) | Kanalbrücke Dortmund-Ems-Kanal (Neue Fahrt) | Olfen-Kirchspiel Vinnum bei km 24,379 N            | | unbekannt                | 18.10.1993            | 35              |